# Città di São Tomé e Príncipe

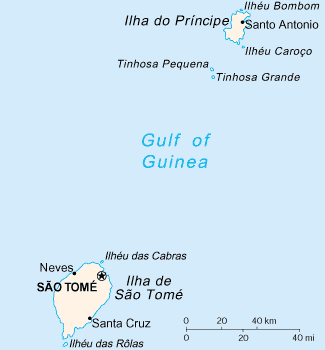
Mappa di São Tomé e Príncipe

Lista di città di São Tomé e Príncipe.

## Lista
- São Tomé (capitale)
- Santo Amaro
- Neves
- Santana
- Trindade
- Santa Cruz
- Pantufo
- Guadalupe
- Santo António
- Santa Catarina
- Porto Alegre
- Bom Successo
- Ribeira Afonso
- São João dos Angolares